# Соколов, Дмитрий Михайлович
Дмитрий Михайлович Соколов (ум. 1819) — член Российской Академии; коллежский советник.

## Биография
Год рождения его в точности не известен, как и год поступления в славяно-греко-латинскую академию, где Соколов получил первоначальное образование. После академии Соколов учился в Академической гимназии и Академическом университете Петербургской академии наук.
Уже в бытность свою студентом университета, Соколов состоял переводчиком при Российской Академии и участвовал в её трудах по составлению Словопроизводного Словаря. 23 октября 1792 года Российская Академия избрала 8 человек из окончивших студентов своими сотрудниками: в их числе был и Соколов; а с 9 февраля 1793 года четверо из них, вместе с Соколовым, были уже действительными членами Академии. Состоявшееся 14 мая 1793 года заседание Академии, под председательством ее президента княгини Екатерины Романовны Дашковой, определило наградить золотыми медалями Д. М. Соколова, так ли как и его друга и сотрудника П. И. Соколова, за оказанное ими ревностное усердие в сочинений Словаря; в 1802 году Соколовым, в сотрудничестве с тем же Петром Соколовым и протоиереем Красовским, под наблюдением митрополита Гавриила, составлена русская грамматика.
В последние годы своей жизни Соколов занимал в Академии должность казначея. Умер в чине коллежского советника 23 апреля (5 мая) 1819 года.